# Madame Figaro
Madame Figaro é uma revista de moda feminina, publicada semanalmente, fornecida como um suplemento do jornal Le Figaro em sua edição de fim de semana e publicada pela Société du Figaro.

## Apresentação
A linha editorial foca em tendências de moda e beleza, criação, cultura e negócios. Segundo sua argumentação, a abordagem editorial e a iconografia visam "leitores de alto nível" com atenção ao grande público.

## Histórico
Em 26 de abril de 1980, foi publicada a primeira Madame Figaro, datado maio de 1980, sob o impulso de Robert Hersant, sucessor de Jean Prouvost (criador da revista Marie Claire). A revista então obteve rápido sucesso graças ao seu conteúdo diversificado e de qualidade, direcionado a um público de alto nível. A primeira editora-chefe da revista foi Marie-Claire Pauwels, filha de Louis Pauwels. Marie-Claire disputou com Robert Hersanto título da nova revista, com o segundo desejando que se chamasse Figaro Madame, mas prevaleceu a vontade da nova editora-chefe. O lançamento de Madame Figaro em 1980 marcou um certo distanciamento dos movimentos feministas da década anterior (nomeadamente sobre a “libertação pornográfica” que “teria” tido como objectivo destruir milénios de dominação moral e religiosa). A Madame Figaro nasceu de uma página da revista Figaro, porque o público leitor era predominantemente feminino graças às seções culturais e de estilo de vida.
Imediatamente, a Madame Figaro se estabeleceu como uma revista especificamente feminina, especialmente porque abriu espaço para seus temas centrais do início da década de 1980: a sedução e relacionamentos entre homens e mulheres, a aspiração pela igualdade de gênero e a promoção da emancipação feminina, sucesso familiar por meio do casamento, filhos e uma família unida... Madame Figaro era, portanto, principalmente uma revista feminina e transmitia as ideias liberais e conservadoras do início dos anos 1980. As seções de moda, beleza e decoração eram de longe a parte mais importante da revista. A busca pela elegância e o desejo de distinção, ao mesmo tempo que criticavam o conformismo social da moda, constituíam as palavras-chave da moda apresentada em Madame Figaro.
A cultura em sentido amplo ocupava um lugar importante em Madame Figaro, desde a literatura à história e à música, a revista oferecia de fato numerosos artigos sobre Jean Giono,  Jean Anouilh, os Rolling Stones, Bob Dylan.

Na década de 1990, o suplemento feminino do Le Figaro foi comercializado em vários países (notadamente Espanha, Japão e Turquia), acompanhando o movimento de internacionalização das revistas femininas. Sob a direção de Marie-Claire Pauwels, a revista tem sua sede na rue du Mail, em Paris, em oito andares de um edifício. Com a chegada de Anne-Florence Schmitt em 2006, a revista se desenvolveu em torno do eixo empresarial e acelerou sua implantação digital. A revista oferece o prêmio Grand Prix de l'Héroïne Madame Figaro ("Grande Prêmio da Heroína Madame Figaro", em tradução livre). Criado em 2004, celebra as heroínas da literatura francesa e estrangeira todos os anos, de modo que três obras com figuras femininas são premiadas a cada ano: um romance francês, um romance estrangeiro, uma biografia e um desenho em quadrinhos.

Logotipo atual.
Logotipo até 2009.

## Madame Figaro Madfor
Em março de 2011 chegou às bancas uma nova versão da revista, não vinculada ao jornal diário e em formato menor: Madame Figaro Pocket. O sucesso foi imediato, mas os seus concorrentes consideraram-no injusto e levaram a sua editora a tribunal. A Madame Figaro Pocket continua a aparecer, mas numa versão ligeiramente diferente, tendo capa diferente, bem como algumas outras páginas. Em 2013, a versão semanal foi descontinuada para dar lugar a uma versão mensal a partir de 28 de fevereiro. Em 2018, a versão Madfor é publicada 8 vezes por ano em edições especiais que permanecem nas bancas por 1 mês.

## Edições especiais
Uma revista Mademoiselle Figaro também foi publicada entre 2006 e 2008. Séries temáticas também são publicadas irregularmente: Madame Figaro Cuisine, Madame Figaro Business e Madame Figaro Feel Good.

## Madame Figaro no exterior

Capa da revista Madame Figaro China de janeiro de 2023, apresentando Zhao Liying.

Além da edição francesa, a Madame Figaro é publicada em 9 versões diferentes em todo o mundo:
- Portugal, mensal lançada em 1988;
- Espanha, mensal lançada em 2011;
- Japão, mensal lançada em 1990;
- Grécia, mensal lançada em 1994;
- Chipre, mensal lançada em 2005;
- Líbano, mensal lançada em 2016;
- Turquia, mensal lançado em 2017;
- China, mensal lançado em 2016;
- Hong Kong, plataforma digital em parceria com o New Media Group,[13] bem como 4 edições de colecionador por ano; lançamento em 23 de setembro de 2019.

### Equipe Editorial
- Editora-chefe: Viviane Chocas (sociedade, cultura), Océane Ciuni (digital), Clara Dufour (moda, revista e celebridades), Delphine Perroy (moda), Alexandra Guerre (produção e fotografia).
- A ilustradora Nicole Lambert é autora do Les Triplets desde 1983.[14]
- Editora-chefe digital: Océane Ciuni.[15]
- Chefe de Publicação Digital: Isabelle Boudet.

### Entre os antigos colaboradores
- Princesa Grace de Mônaco
- Geneviève Gennart
- Elisabeth Gassier
- Marie-Dominique Sassin
- Nicole Picard (editora-chefe de moda até 2016)
- Marie-Claire Pauwels (diretora editorial de 1980 a 2005)
- Constança Poniatowski
- Cristina Clerc
- Virgem Mouzat